# Metazygia bahia
Metazygia bahia är en spindelart som beskrevs av Levi 1995. Metazygia bahia ingår i släktet Metazygia och familjen hjulspindlar. Inga underarter finns listade i Catalogue of Life.